# Build King
Build King (BUILD KING) est un shōnen manga écrit et dessiné par Mitsutoshi Shimabukuro. Il est prépublié du 16 novembre 2020 au 12 avril 2021 dans le Weekly Shōnen Jump, puis publié en volumes reliés par l'éditeur japonais Shūeisha.

## Synopsis
Tonkachi et Renga, tous les deux charpentiers vivent sur la mystérieuse île Marteau, un endroit où aucun être humain ne devrait pouvoir y vivre. Ensemble, ils construisent des maisons pour les habitants de l'île.

## Personnages
Tonkachi (とんかち, Tonkachi)
C'est un jeune garçon vivant sur l'île Marteau avec son frère Renga. Il est charpentier. Il est de petite taille mais très musclé. Il possède un grand marteau. Il est fiable et optimiste. Il ne se décourage pas facilement et est tenace.
Renga (レンガ)
C'est le frère de Tonkachi. Il est également l'apprenti de Shovel, un maître charpentier. Il a perdu ses souvenirs à son arrivée sur l'île Marteau.
Shovel (シャベル, Shaberu)
C'est un maître charpentier. Il fait partie de la troisième génération de Charpentiers. Il est l'équivalent d'un maître d'œuvre. Il a recueilli Tonkaichi et Renga pour les former en tant que charpentier. Il est également le maître de Nana. Il a quitté l'île Marteau pour travailler sur le Build King.
Nana Schreider (ナナ・シュライダー, Nana Shuraidā)
Nana est ouvrier cordiste, il est l'apprenti le plus âgé de Shovel. Il est grand, mince et porte sa scie passe-partout dans son dos.

## Manga
Il débute initialement dans le Weekly Shōnen Jump no 21・22 du 23 avril 2018 avec un one-shot.
Le 8 novembre 2021, l'éditeur annonce que le one-shot va être publié en une nouvelle série dans le Weekly Shōnen Jump. La série est publiée du 16 novembre 2020 au 12 avril 2021 dans le Weekly Shōnen Jump,. La série a été éditée sous forme de volumes reliés par Shūeisha et compte 3 tomes au total.

### Liste des volumes
| no | Japonais         | Japonais          |
| no | Date de sortie   | ISBN              |
| --- | ---------------- | ----------------- |
| 1 | 2 avril 2021     | 978-4-08-882648-6 |
| Liste des chapitres : - Chapitre 1 : とんかちとレンガ (Tonkachi to Renga) - Chapitre 2 : ナナと屋獣 (Nana to ya-jū) - Chapitre 3 : モンスターハリケーン (Monsutā Harikēn) - Chapitre 4 : 大陸到着 (Tairiku tōchaku) - Chapitre 5 : 初めての依頼 (Hajimete no irai) - Chapitre 6 : リフォーム逆さ城 (Rifōmu sakasa-jō) - Chapitre 7 : 逆さ城の秘密 (Sakasa-jō no himitsu) |                  |                   |
| 2 | 4 juin 2021      | 978-4-08-882683-7 |
| Liste des chapitres : - Chapitre 8 : 逆さまに見るんだ (Sakasama ni miru nda) - Chapitre 9 : ビルオンライセンス試験 (Biruonraisensu shiken) - Chapitre 10 : 前哨戦 (Zenshō-sen) - Chapitre 11 : ビガー工法 (Bigā kōhō) - Chapitre 12 : 一次試験 (Ichiji shiken) - Chapitre 13 : 大棟梁 (Dai tōryō) - Chapitre 14 : 活力の伝え方 (Bigā no tsutae-kata) - Chapitre 15 : ビガーの結晶 (Bigā no kesshō) - Chapitre 16 : ビガーの秘密 (Bigā no himitsu) - Chapitre 17 : サタンヒルズVS... (Satanhiruzu VS...) |                  |                   |
| 3 | 3 septembre 2021 | 978-4-08-882761-2 |
| Liste des chapitres : - Chapitre 18 : 象徴 (Shōchō) - Chapitre 19 : 狙われたビガー (Nerawareta bigā) - Chapitre 20 : ツーバイフォー (Tsūbaifō) - Chapitre 21 : "おかえり" (Okaeri) - Chapitre 22 : 家族の音色 (Kazoku no neiro) - Chapitre 23 : 始まりの真相 (Hajimari no Shinsou) - Chapitre 24 : ビル・カーペンター (Bill Carpenter) - Chapitre 25 : 愛の活力 (Ai no Bigā) |                  |                   |

### Sources
1. ↑  (en) « Toriko's Shimabukuro Pens New 'Build King' 1-Shot », sur Anime News Network, 8 mars 2018 (consulté le 1er février 2022)
2. ↑  « Le Shonen Jump lance deux mangas dont un est signé de la main de Mitsutoshi Shimabukuro (mise-à-jour) », sur Anime News Network, 8 novembre 2020 (consulté le 1er février 2022)
3. ↑  (ja) « Le manga Build King touche à sa fin (Mise-à-jour) », sur Anime News Network, 11 avril 2021 (consulté le 1er février 2022)

### Œuvres
Édition japonaise
1. 1 2  Tome 1
2. 1 2  Tome 2
3. 1 2  Tome 3